# هارالد براون
هارالد براون (بالألمانية: Harald Braun)‏ هو دبلوماسي ألماني، ولد في 1952 في زيندلفينغن في ألمانيا.

## وصلات خارجية
- هارالد براون على موقع مونزينجر (الألمانية)